# Collégiale Saint-Aubin de Guérande
La collégiale Saint-Aubin de Guérande est une ancienne collégiale située à Guérande dans le département français de la Loire-Atlantique, en France.

## Localisation
L'église est située au centre de la cité médiévale de Guérande entourée par ses remparts.

## Historique

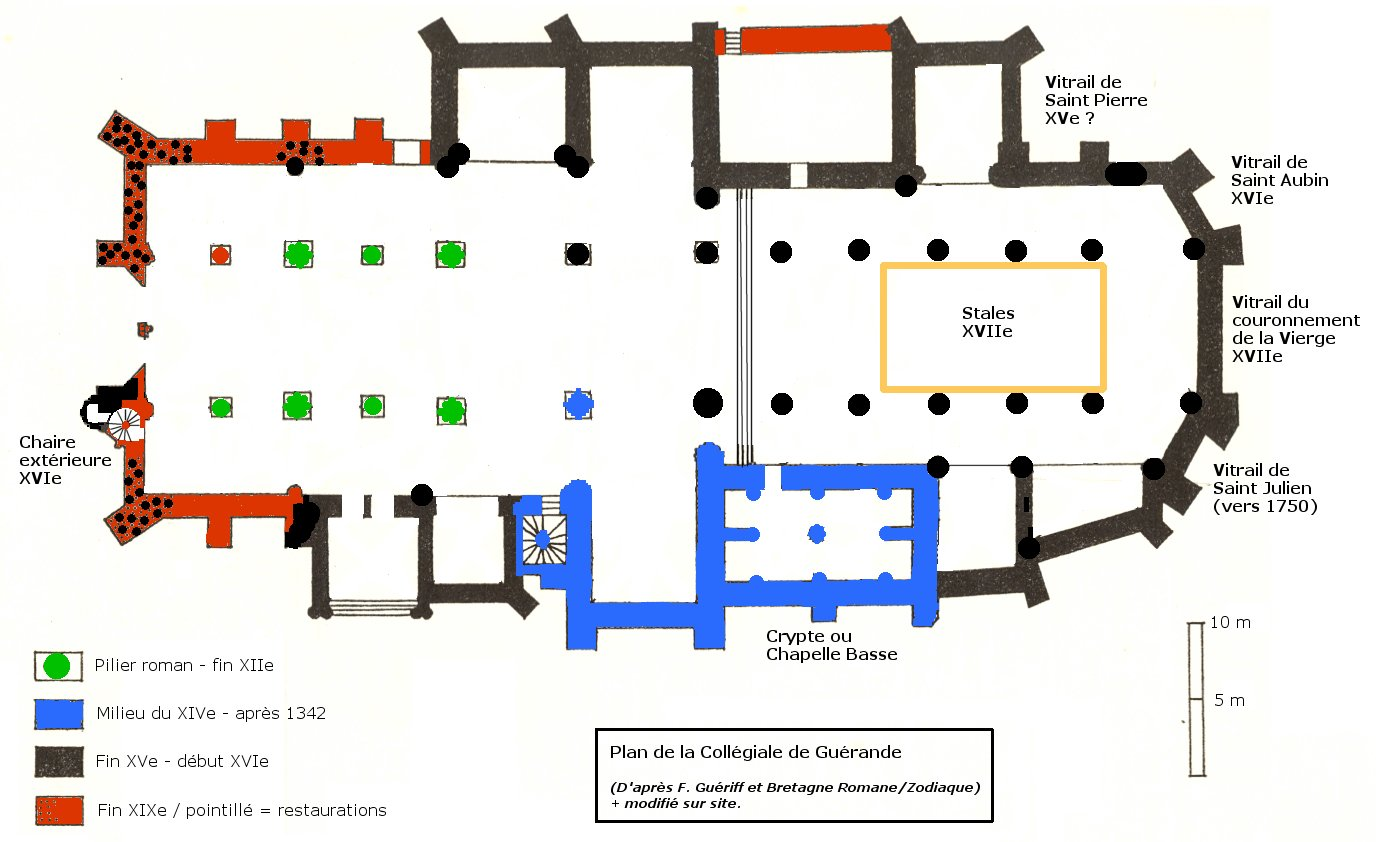
Plan de la Collégiale.

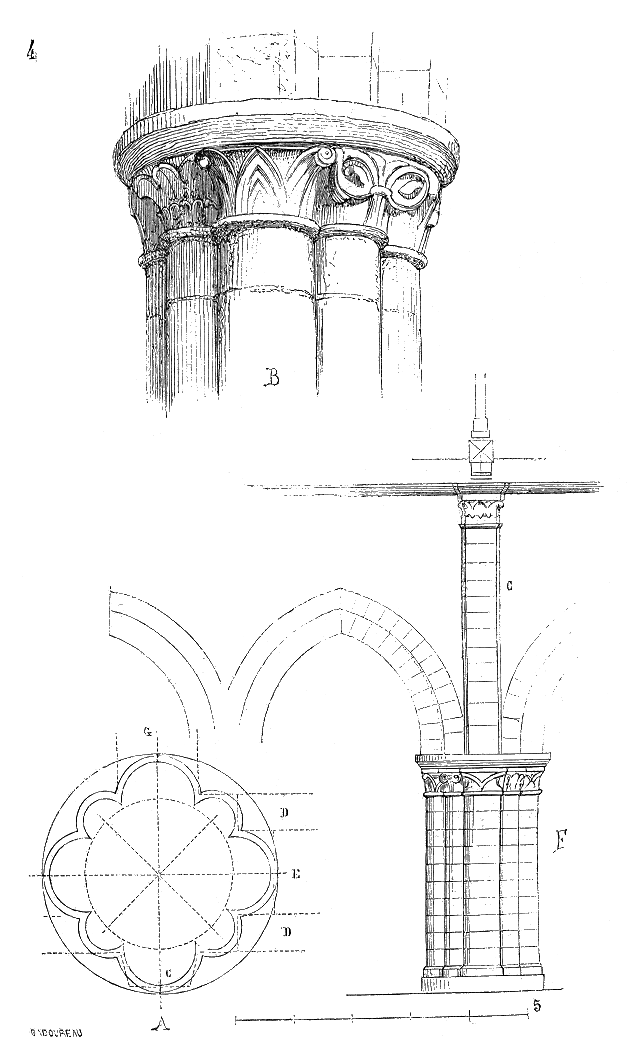
Pilier roman, dessin Viollet le Duc.

L'édifice est classé au titre des monuments historiques en 1840.

### Saint-Aubin «0»
Une construction antique ayant été réutilisée comme premier lieu de culte lors de l'évangélisation de la région n'a pas été découverte lors des explorations archéologiques du site. Mais sa présence est possible. En effet, comme un peu partout dans le centre de la cité, des fragments de tegulae (tuiles romaines) ont été découverts. De plus le centre du chœur et la croisée du transept n'ont pas été explorés par les fouilles anciennes restées assez superficielles. Les recherches archéologiques récentes n'ont pas exploré l'intérieur du bâtiment.

### Saint-Aubin I
Un premier bâtiment est implanté sur le site actuel au VIe siècle, d'après la tradition, sous l'égide du chef breton Waroch. Cet édifice religieux, probablement modeste, serait à l'origine de l'implantation urbaine actuelle. Les éléments le concernant ne sont connus que par des écrits tardifs et postérieurs, les fouilles du XIXe siècle en ont peut-être révélé des éléments, mais leur imprécision ne permet pas d'autres interprétations.

### Saint-Aubin II, la basilique de Salomon
Après la translation des reliques de saint Aubin d'Angers, un second bâtiment plus grand est construit à la fin du IXe siècle ou au Xe siècle. Cet édifice sera très rapidement entouré d'un cimetière entre le Xe siècle et le XIIe siècle. Un des sarcophages trouvés sous le chœur actuel, au niveau du chevet, au XIXe siècle a été déposé dans la chapelle basse ou crypte de la collégiale.
Des éléments architecturaux de ce bâtiment ont été retrouvés dans les collatéraux explorés en tranchées pour vérifier la solidité des fondations avant la construction des voûtes et au niveau du chevet (base de pilier notamment, avec chapiteaux en réemplois), et un mur en fondation est attribué à ce bâtiment sous le mur nord du transept, découvert lors des dernières fouilles archéologiques.

### Saint-Aubin III, la collégiale romane
Les incursions des Normands, aux conséquences importantes dans la région, obligent peut-être la reconstruction des bâtiments en style roman tardif, ou la démographie de la ville et l'affirmation de sa puissance commerciale peut aussi être à l'origine de cette construction comme manifestation de prestige. Cette phase débutée après le milieu du XIIe siècle se termine par la construction de la façade principale au XIIIe siècle. Il s'agit probablement plus d'une extension avec une construction d'une nef élargie, que d'une reconstruction complète de l'édifice. Le chœur du Xe siècle a probablement été conservé, au moins en partie. Le mur nord du chœur a probablement été reconstruit à la fin de ce cycle de construction. Le cimetière s'étend alors particulièrement au sud du bâtiment, à l'emplacement de l'actuelle place Saint-Aubin, centre de la ville.
Éléments visibles de cette étape : 8 colonnes avec chapiteaux historiés dans la nef (7 des chapiteaux sont romans (XIIe siècle), le 8e a été refait au XIXe siècle à la suite de l'effondrement de la façade, voir infra), ainsi que des sculptures en réemploi XIIIe siècle dans la façade actuelle.

### Saint-Aubin IV, la collégiale gothique

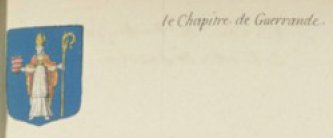
Blason du chapitre de la collégiale - armorial du XVIIIe siècle (BNF).

Après le sac de Guérande par les troupes de Louis de La Cerda en 1342 dans le cadre de la guerre de succession de Bretagne, la collégiale ruinée est reconstruite à partir de 1380 en style gothique : le transept sud et la « crypte » au XIVe siècle, le transept nord est repris ensuite puis le chœur et le chevet sont reconstruits au XVe siècle. Une nouvelle façade gothique termine le bâtiment, la charpente sur les transepts est posée en 1541. Le cimetière s'étend à partir de cette époque au nord de la collégiale, jusqu'à son déplacement place Sainte-Anne au XIXe siècle, à l'emplacement de l'actuelle place Jean-XXIII, libérant ainsi l'actuelle place Saint-Aubin.
Au XVIe siècle : pose des vitraux de saint Aubin et de saint Julien (gauche et droite du chœur), puis XVIIe siècle : pose du grand vitrail du couronnement de la Vierge, au centre du chevet et enfin, le mobilier de l'église : stalles, autels, jubé (enlevé en 1804, et entré au Musée de Cluny à Paris (actuellement Musée national du Moyen Âge, N°inv. 1604) et depuis sa porte centrale est mise en dépôt au Musée de la Porte Saint-Michel), et aménagement de la sacristie.

### Transformations et évolutions postérieures du bâtiment

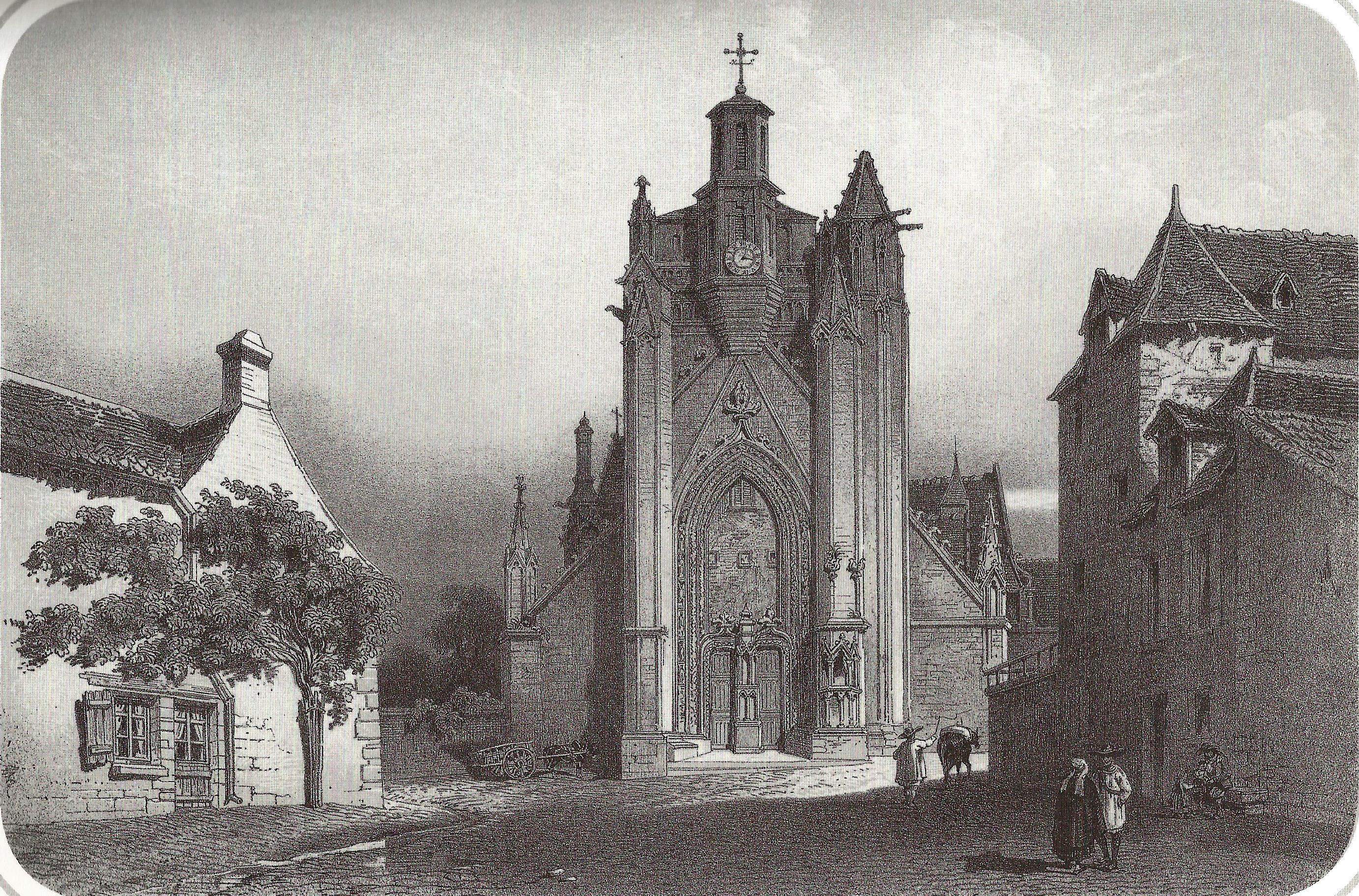
Guérande, gravure de Thomas Drake, 1856.

En 1705, un ouragan détruit le campanile de style Renaissance en haut de la façade. Une nouvelle flèche est construite, elle sera détruite par une tempête en 1785. En 1789-1790, l'église est délabrée, les tuyaux de l'orgue sont fondus, les cloches aussi. L'église servira temporairement au culte de l'Être Suprême. L'église est rendue au culte en 1802.
- 1864 : construction des voûtes en tuffeau, au-dessus du chœur et des transepts. Les voûtes de la nef et de ses collatéraux seront réalisées entre 1876 et 1885.

- 1872 : construction d'une flèche en style néo-gothique au sommet de la façade sur la base du clocheton renaissance. Des fissures sont déjà apparentes alors que les travaux sont en cours.

- Le 28 novembre 1876, le clocher de l'horloge sur la façade s'effondre en pleine messe et emporte avec lui une grande partie de la façade et de la première croisée de la nef. La flèche construite 4 ans auparavant était trop lourde et les fondations de l'édifice trop anciennes. La restauration de la collégiale est terminée en 1885, la façade est reconstruite en reprenant le maximum de blocs anciens. La chaire extérieure est du XVe siècle (une rareté architecturale), bien que partiellement démontée et remontée à l'identique[8].

- 1891 : dépôt des reliques de saint Salomon III (duc de Bretagne et fondateur du sacré collège).

- 1899 : Fouilles archéologiques de Léon Maître, sous le chœur, en vue de rétablir le niveau du sol d'origine.

- 1903 : Construction du clocher central, en remplacement d'un petit clocher en poivrière construit en 1580.

### La légende de Saint-Aubin

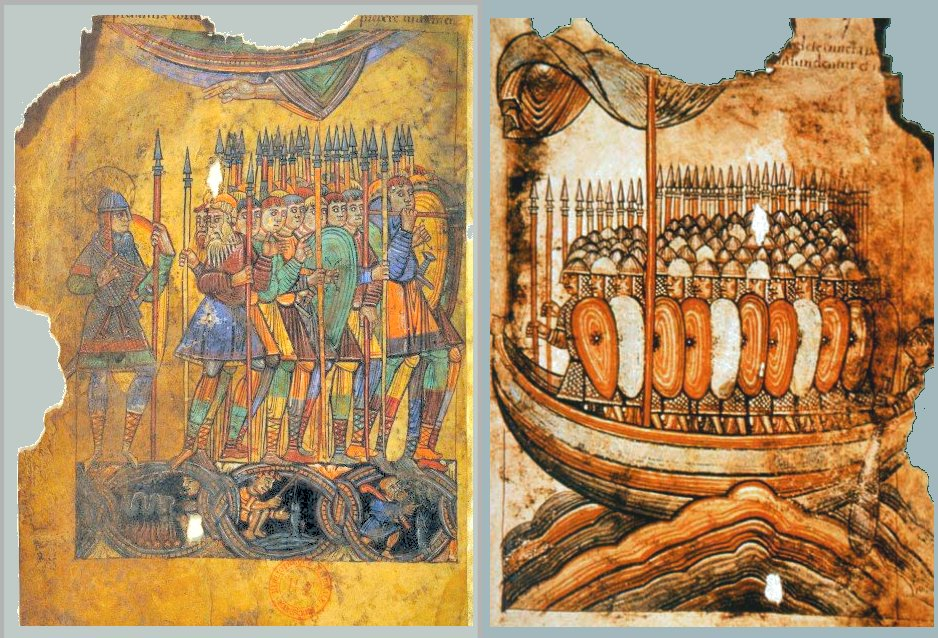
La milice de Guérande face aux Normands en 919 - in : « Vie de Saint Aubin », manuscrit du XIe siècle, BNF.

De nombreux édifices et sites religieux portent le nom de Saint-Aubin. Aubin d'Angers vivant au VIe siècle serait originaire du Pays guérandais. Reconnu pour sa grande piété, il accède au rang épiscopal d'Angers entre les années 530 et 550, et ce jusqu'à sa mort. En réalité, saint Aubin serait à l'origine d'un miracle qui eut lieu à Guérande.
Selon la légende, les Vikings arrivent à Guérande en 919 bien décidés à piller et détruire la cité. Les Vikings étaient réputés cruels et violents mais en face les Guérandais, trop peureux pour aller se battre, décidèrent de se réfugier dans la collégiale. Ne sachant plus à quel saint à qui se vouer, ces derniers décidèrent de se tourner vers saint Aubin. Grondements et tonnerres dans les cieux, un chevalier blanc descend du ciel et harangue les habitants pour qu'ils reprennent courage (dans les textes, la légende oppose les Guérandais, chrétiens, aux Vikings qui sont eux des païens). Les habitants reprennent les armes et chassent les Vikings de la région sans aucun seul mort dans leurs rangs. Plus tard, ils voulurent remercier ce chevalier blanc mais il avait disparu. On en déduisit donc que ce fut saint Aubin qui sauva les Guérandais de la destruction.

### Les chanoines de la collégiale Saint-Aubin
Le terme « collégiale » a deux significations. Cela désigne tout d'abord un collège de chanoines, c'est-à-dire un ensemble de clercs attachés à un édifice religieux avec à leur tête un prévôt qui souvent appartenait à des grandes familles. La plupart des chanoines étaient titulaires de bénéfices et vivaient le plus souvent en dehors de la ville. À Guérande, il y avait quatorze chanoines (12 à partir du XVIIe siècle) qui avaient chacun une fonction bien spécifique: l'un était chargé de dire la messe (le théologal), un autre de s'occuper des pauvres ou encore de s'occuper de la chorale.
L'ancienne école de musique se trouvait autrefois au « carrefour de la psalette » (du grec ancien « psalein » signifiant « faire vibrer les cordes d'un instrument »). C'était une obligation de la collégiale d'entretenir un chœur. Une demi-douzaine de garçons (souvent d'extraction bourgeoise ou noble) étaient choisis pour intégrer cette école dès leur plus jeune âge. Ils étaient nourris, logés et blanchis et en plus, ils recevaient une éducation complète. Une fois que leur voix muait, ils étaient priés de quitter l'école. Certains d'entre eux devenaient parfois eux-mêmes chanoines.
La seconde signification du mot marque son importance. Une collégiale est l'édifice religieux qui vient juste après la cathédrale, celle de Nantes en l'occurrence. Cela montre bien que Guérande a été pendant longtemps un important centre religieux.
Les chanoines de Guérande seront chassés pendant la Révolution française mais reviendront quelque temps après.

## Organistes
En 1955, Louis Yhuel est nommé organiste titulaire de l’orgue de la collégiale Saint-Aubin de Guérande.

## Cloches
Le clocher abrite une sonnerie de 5 cloches fondues par Amédée Bollée, fondeur au Mans. Elles ont été fondues en 1885, lors de la construction de l’actuel clocher.
- Si b 2 (bourdon) : Vox Dei (La voix de Dieu) - 2.750 kg - diamètre 1,65 m

- Do 3 : Louise-Carise - 1.900 kg - diamètre 1,48 m

- Ré 3 : Marie-Joseph-Delphine - 1.350 kg - diamètre 1,31 m

- Mi b 3 : Anne-Emilie-Marie - 1.270 kg- diamètre 1,24 m

- Fa 3 : Stéphane-Elisabeth-Amélie - 780 kg - diamètre 1,10 m

## Images

Vues extérieures
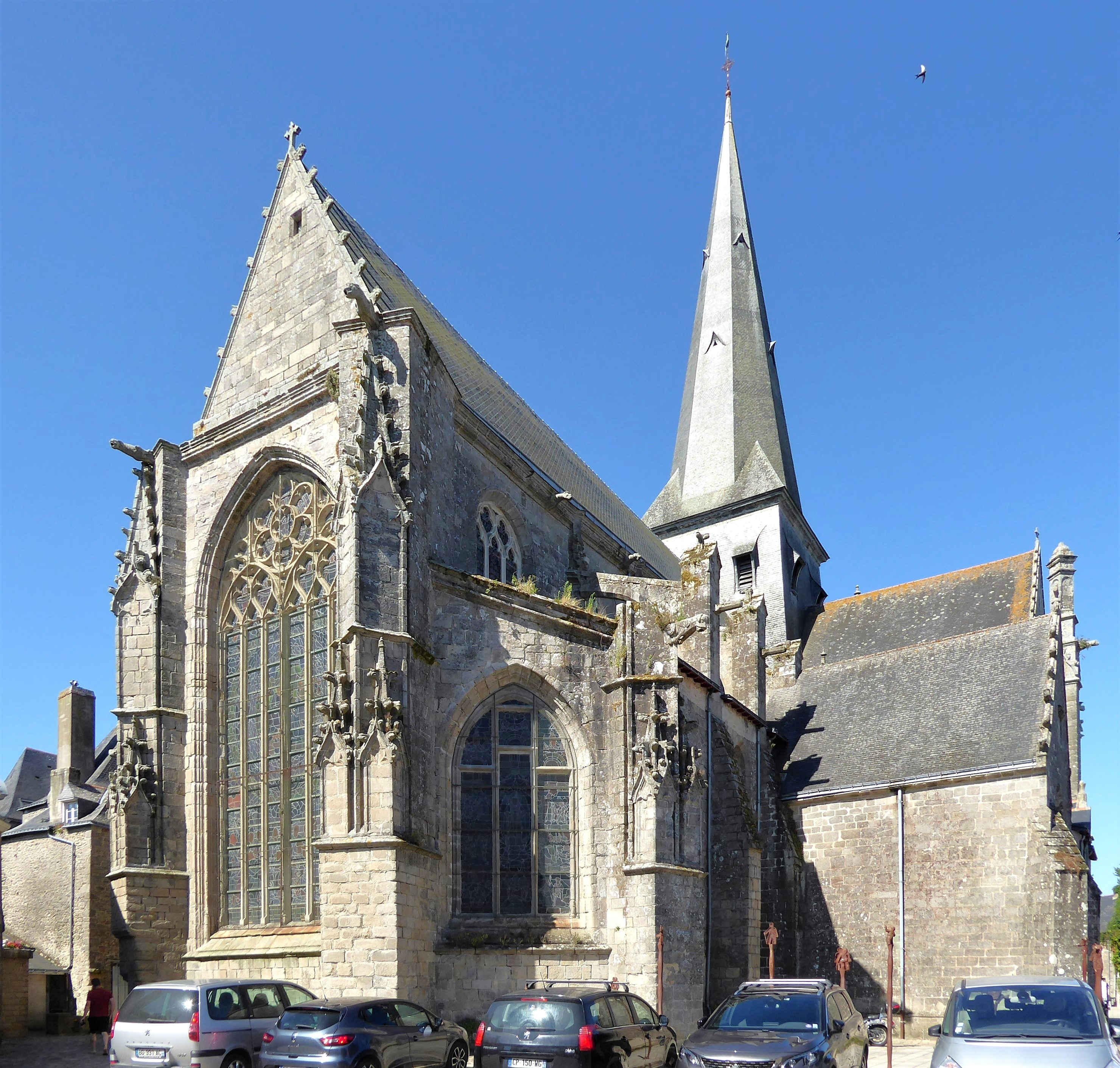
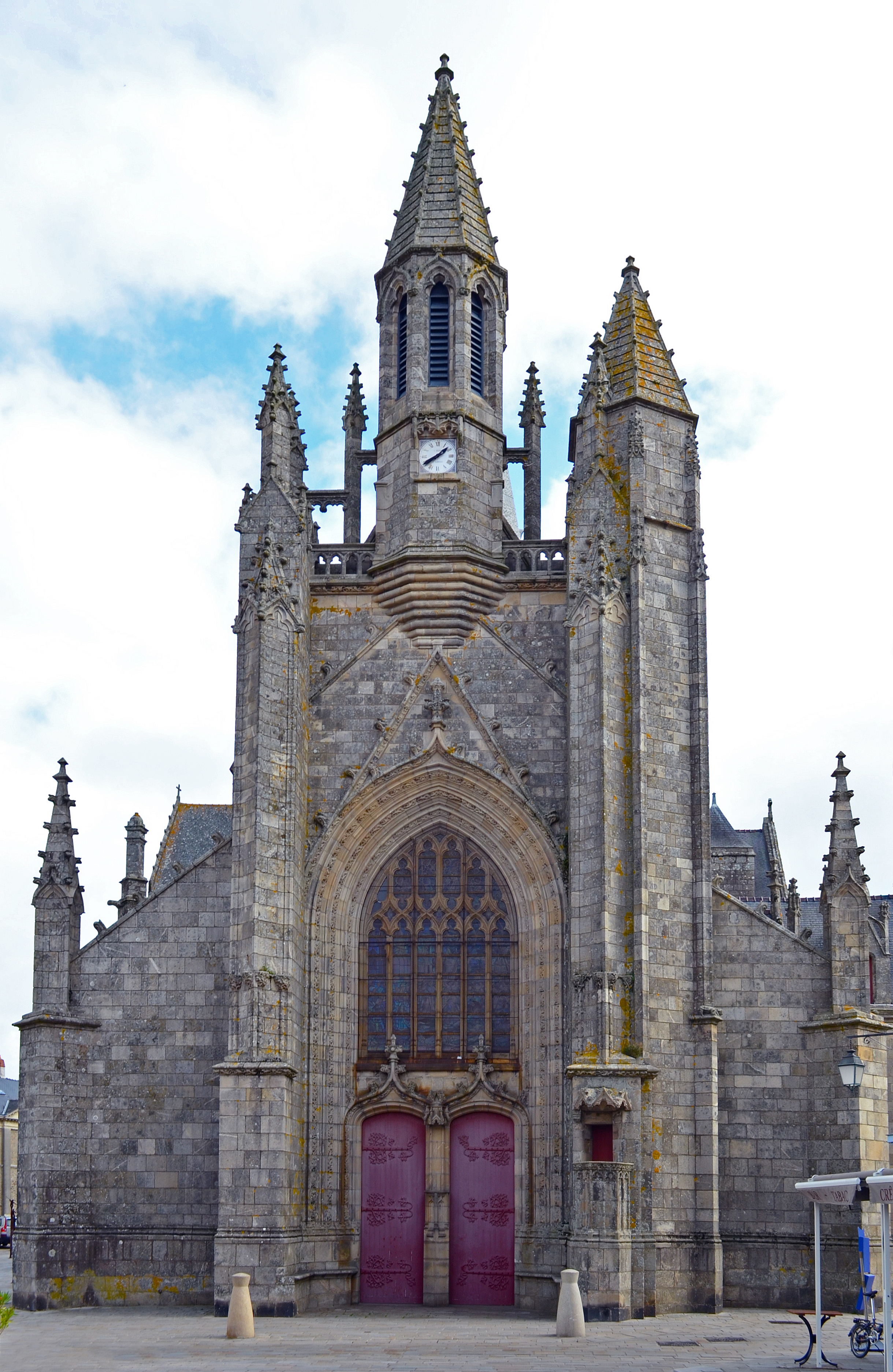
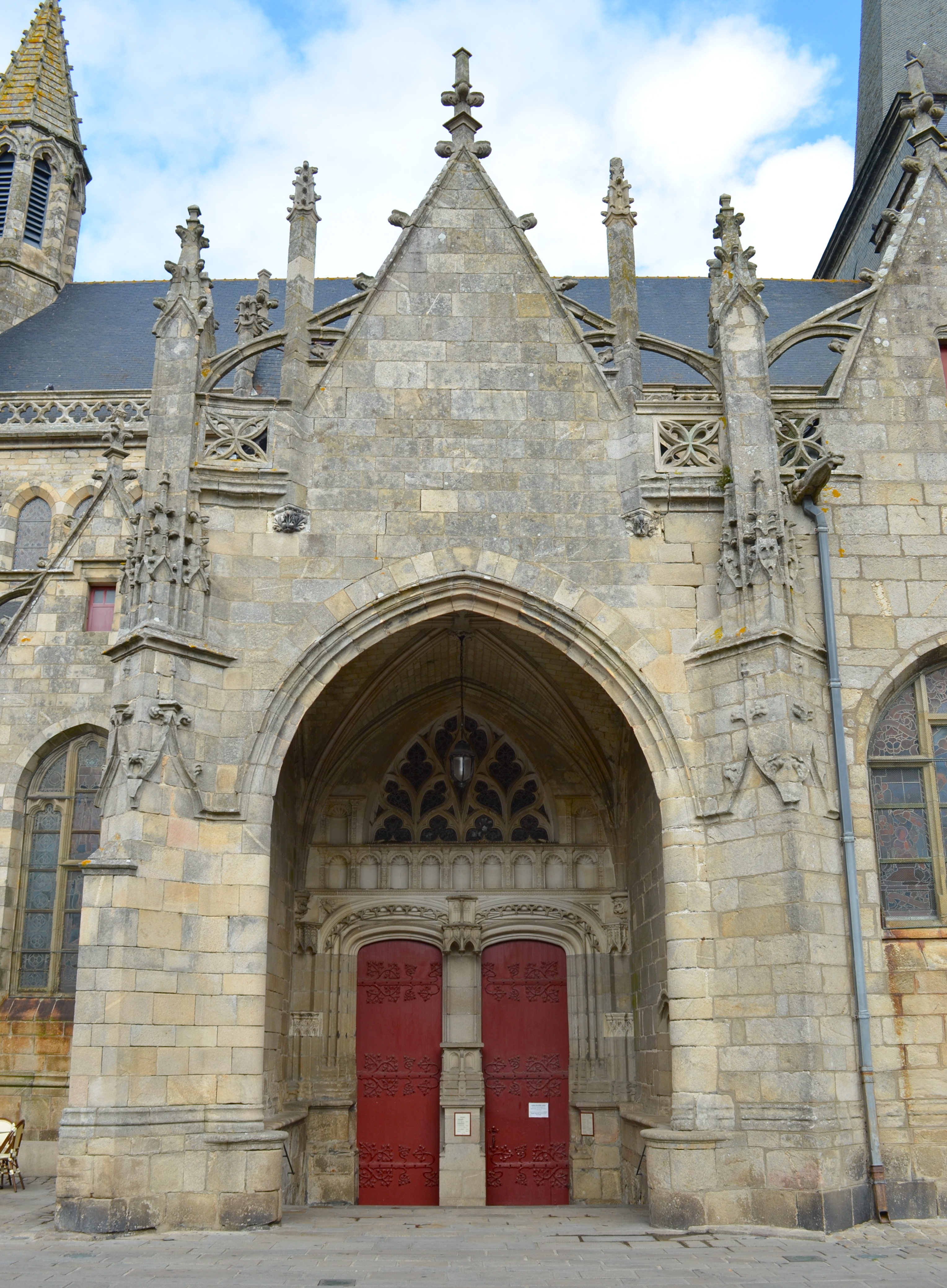
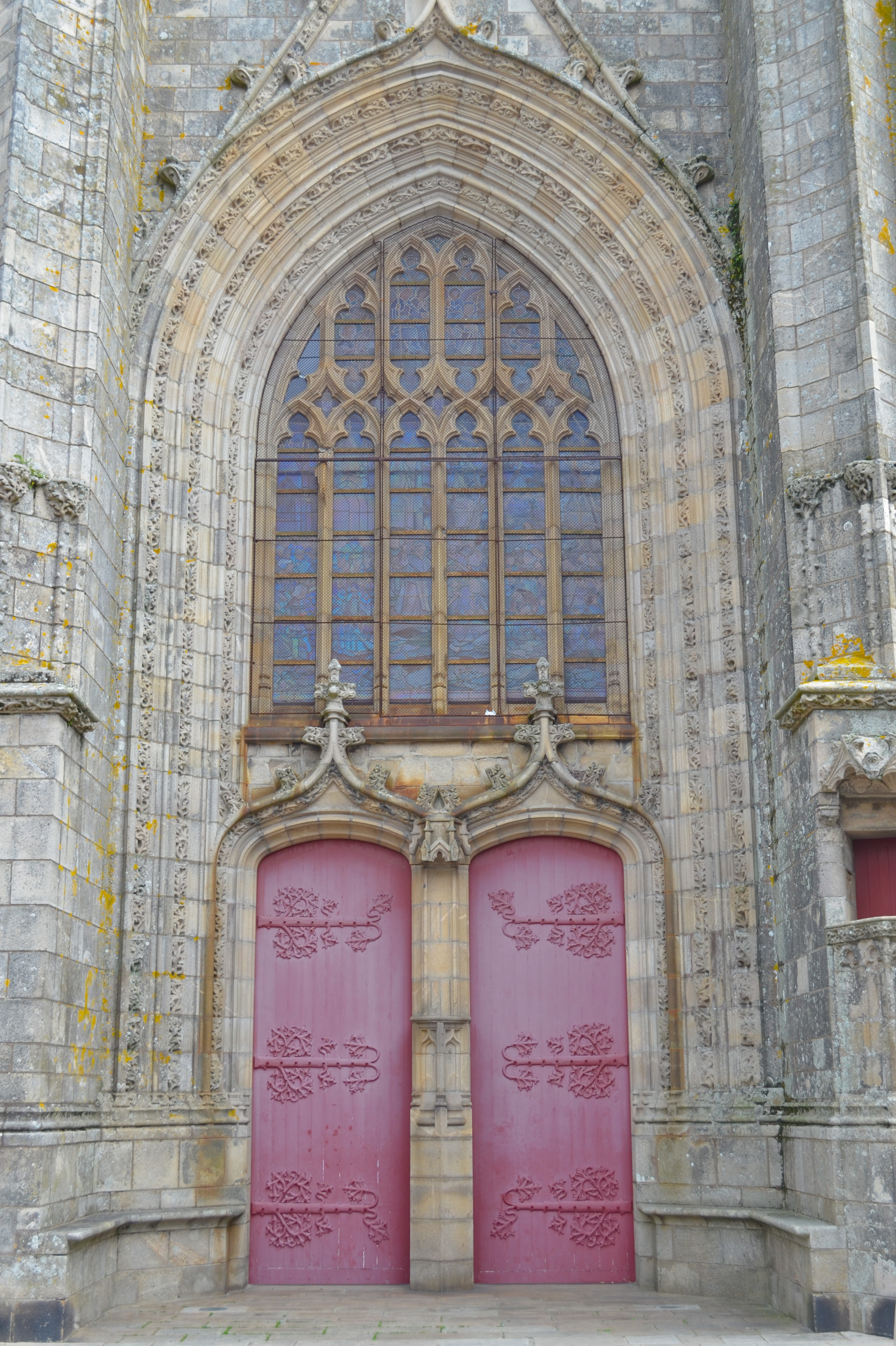
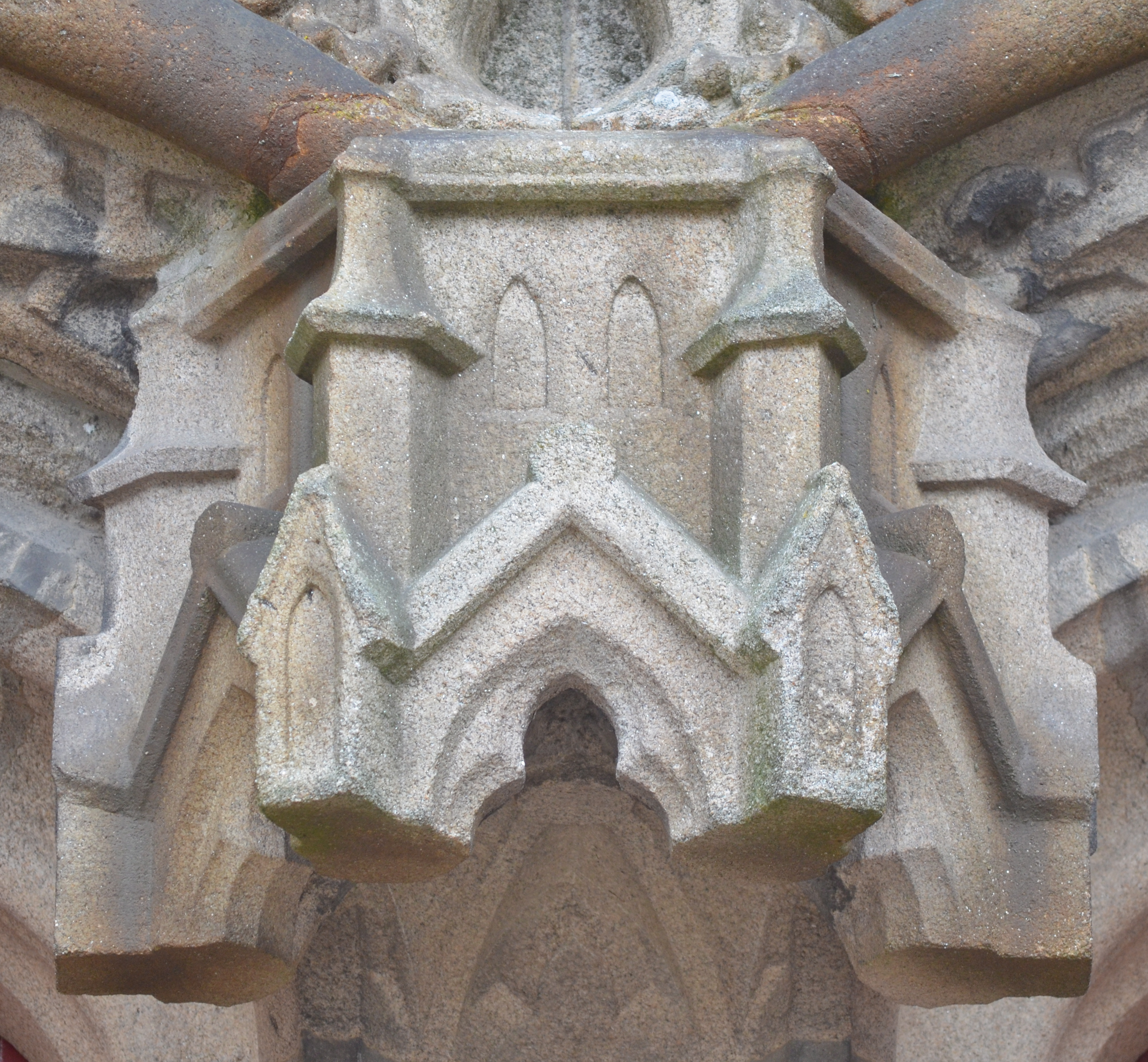
Détail.

Vues intérieures
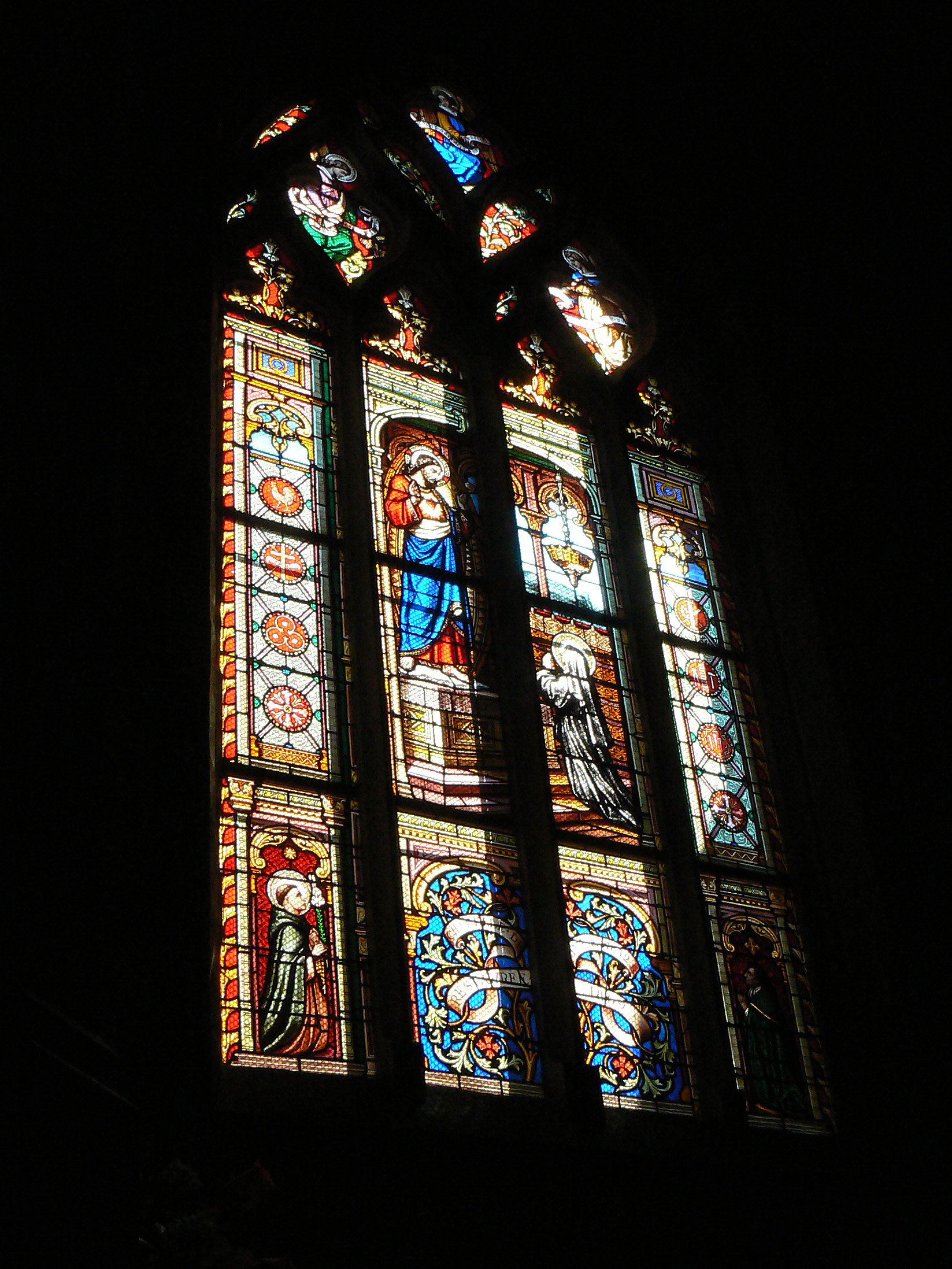
Vitrail.
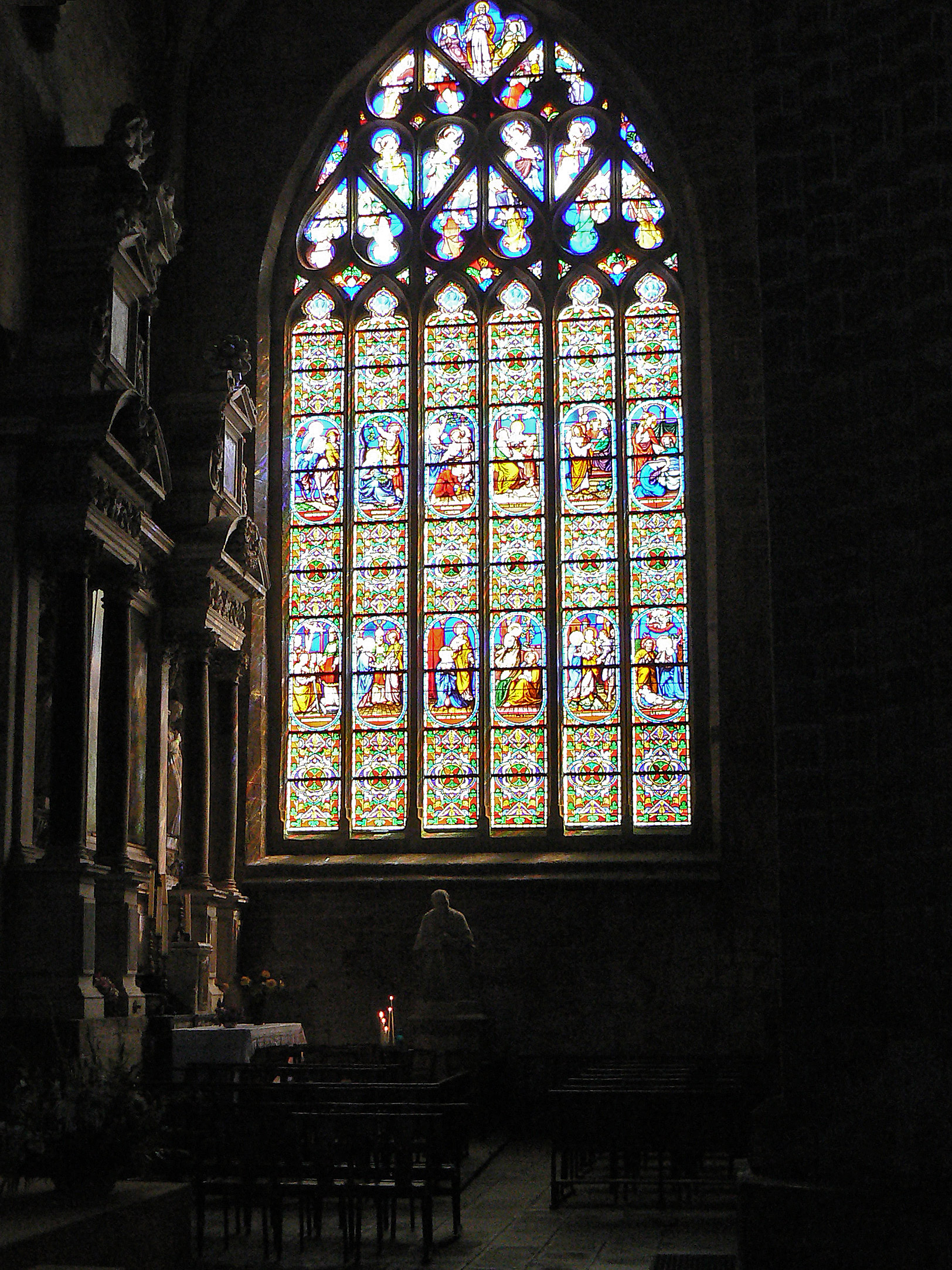
Vitrail et chapelle.
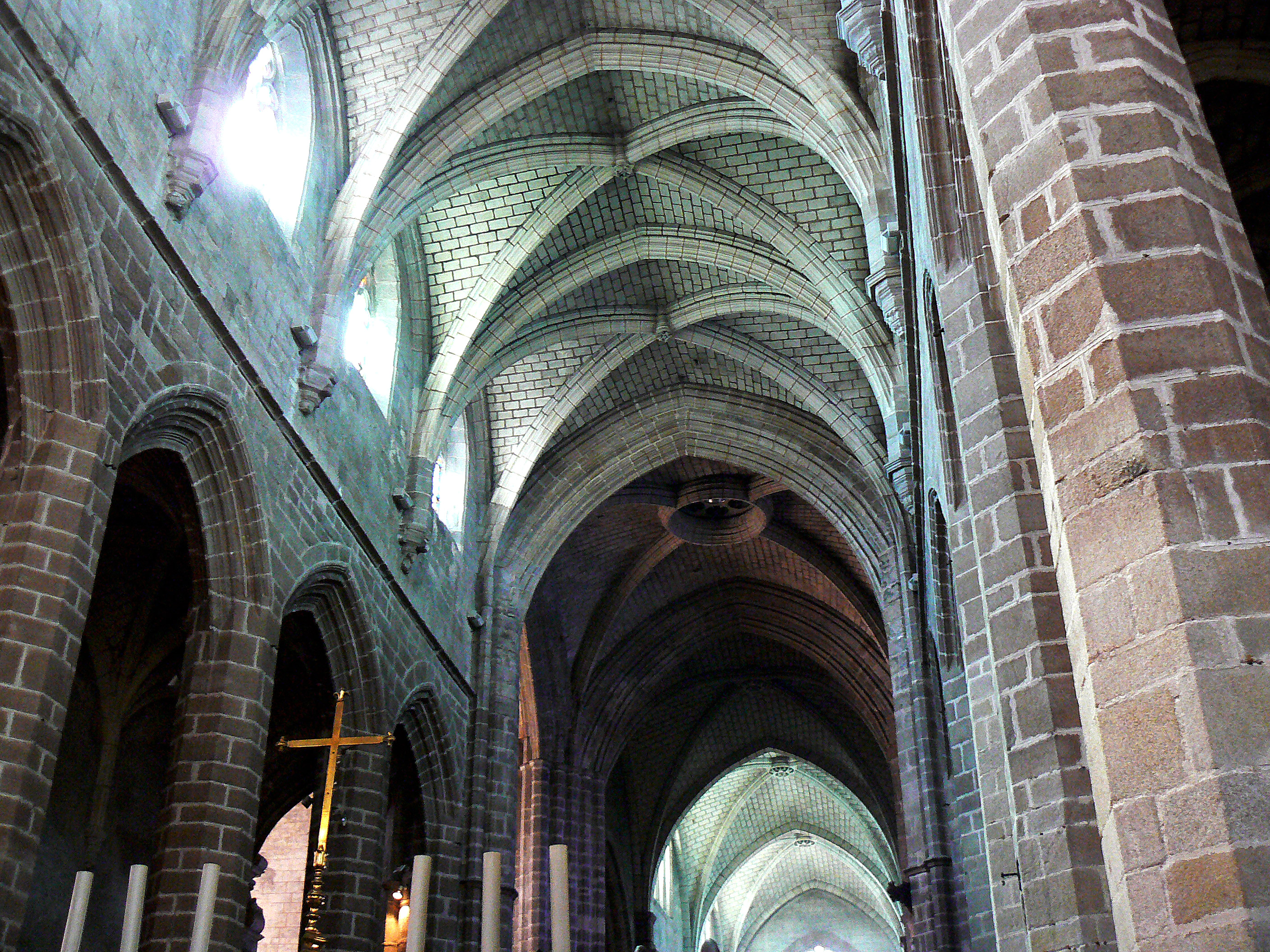
Voûte.
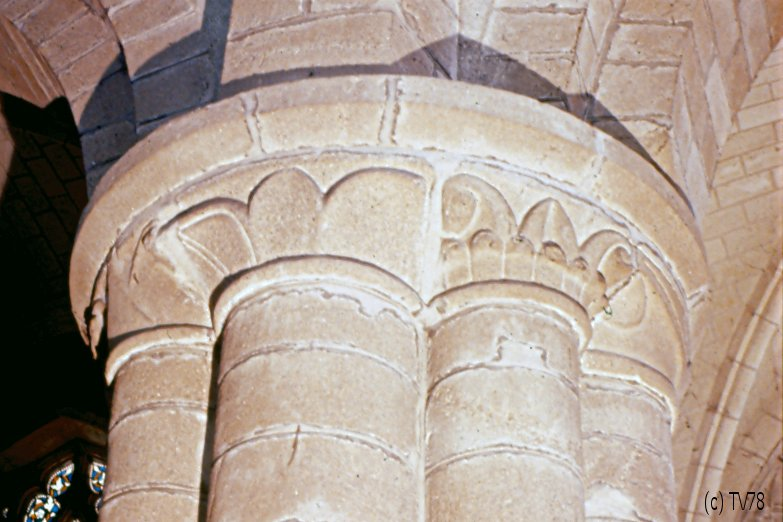
Pilier XIIe à figures géométriques.
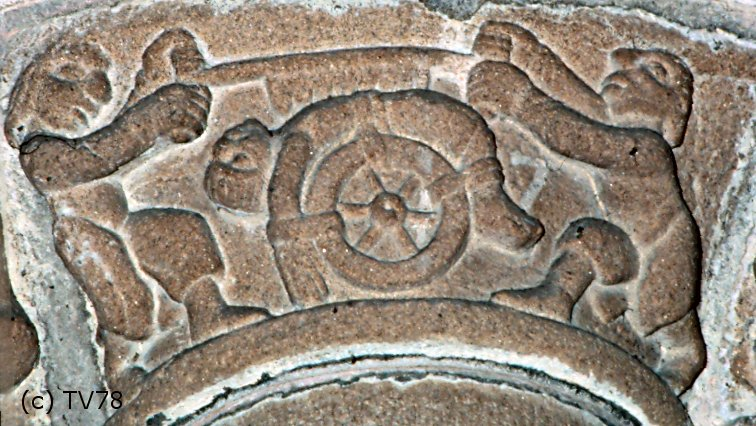
Chapiteau XIIe : martyre de saint Simon.
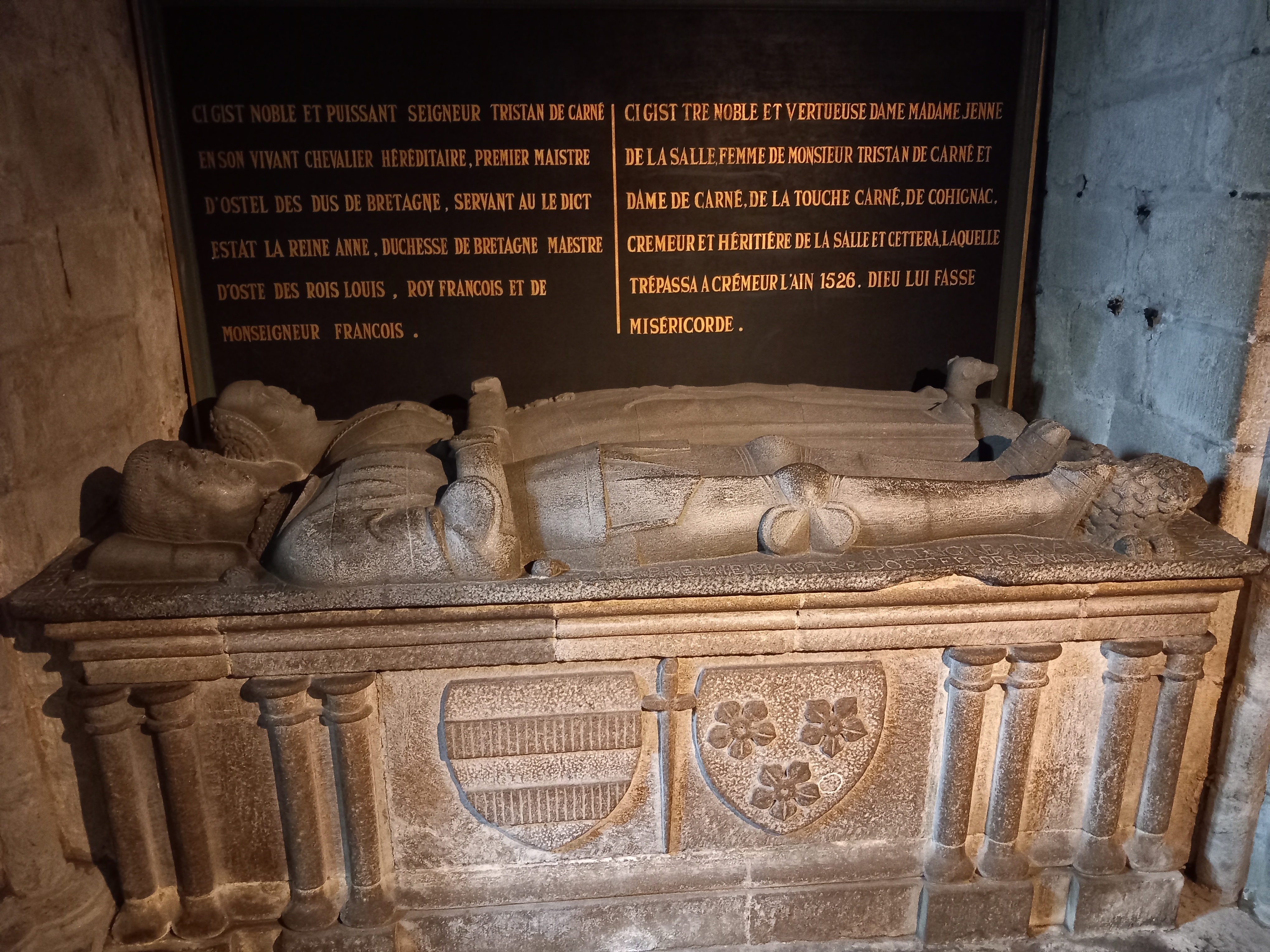
Cénotaphe de Tristan de Carné, seigneur de Crémeur et capitaine de Guérande, et de son épouse Jeanne de La Salle, dans la crypte. Réalisée en kersantite au XVIe siècle sur commande de leur fils, cette œuvre témoigne de la puissance du couple ayant servi les ducs de Bretagne puis les rois de France[10].

Gargouilles de la collégiale
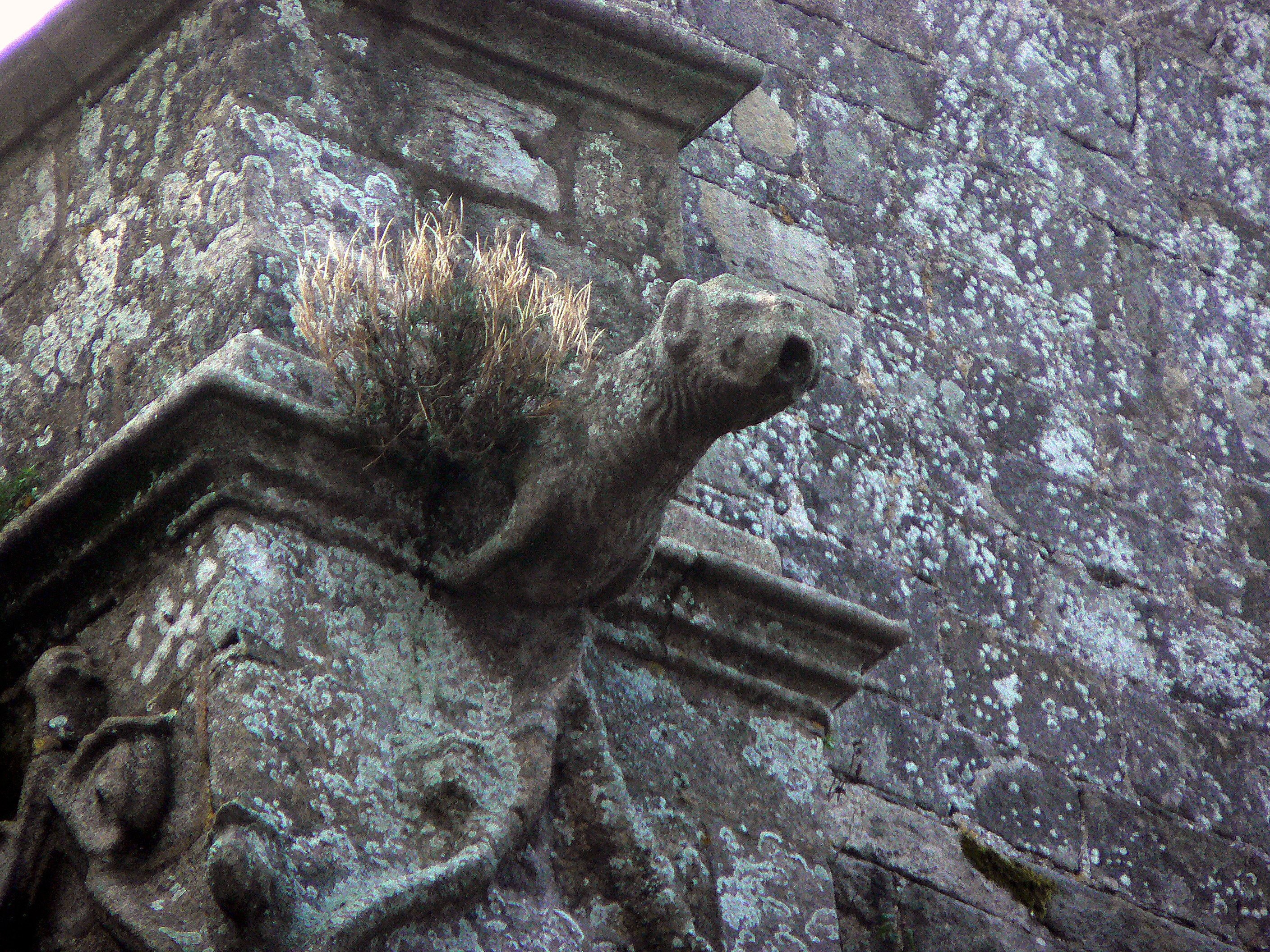
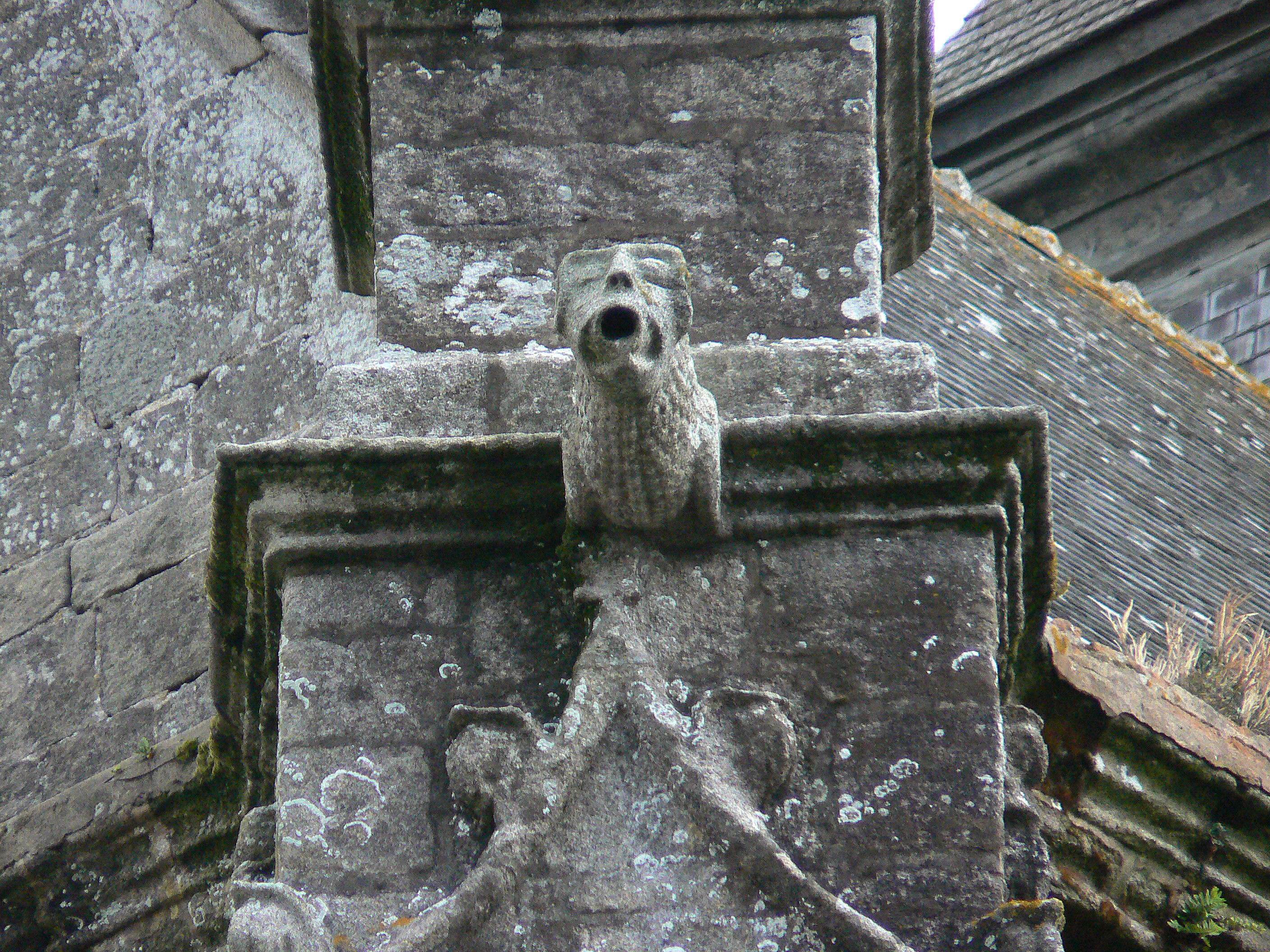
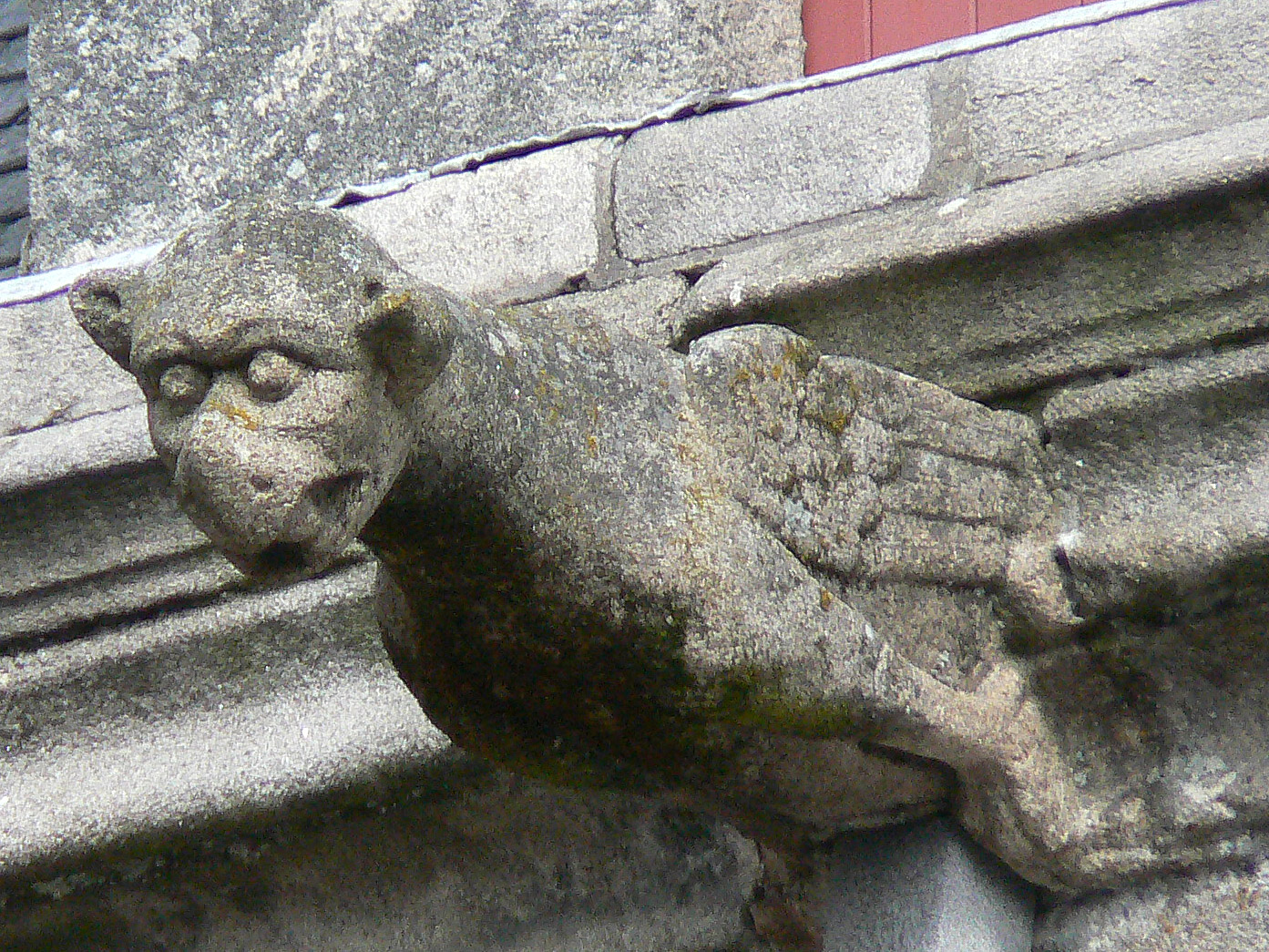
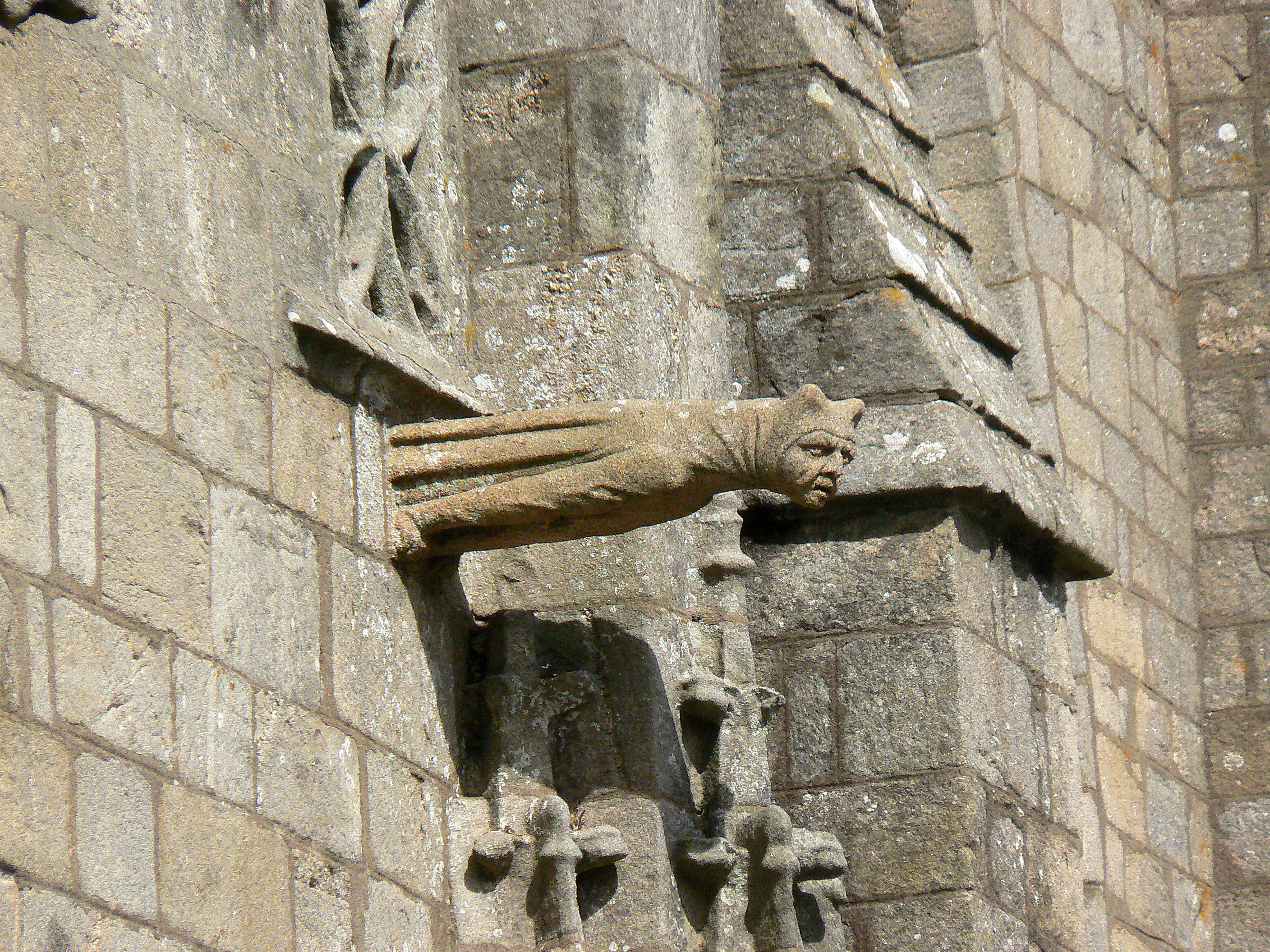
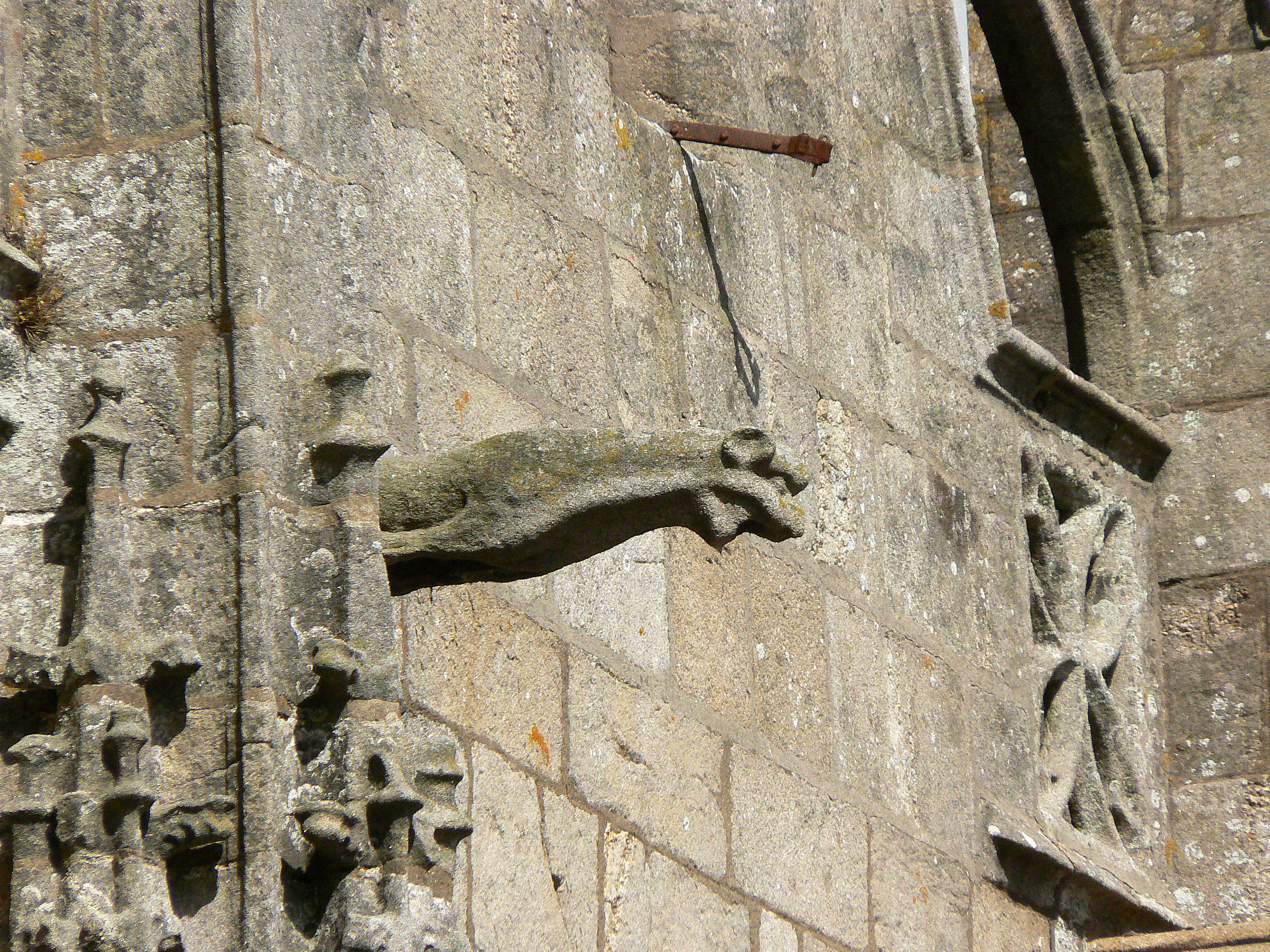
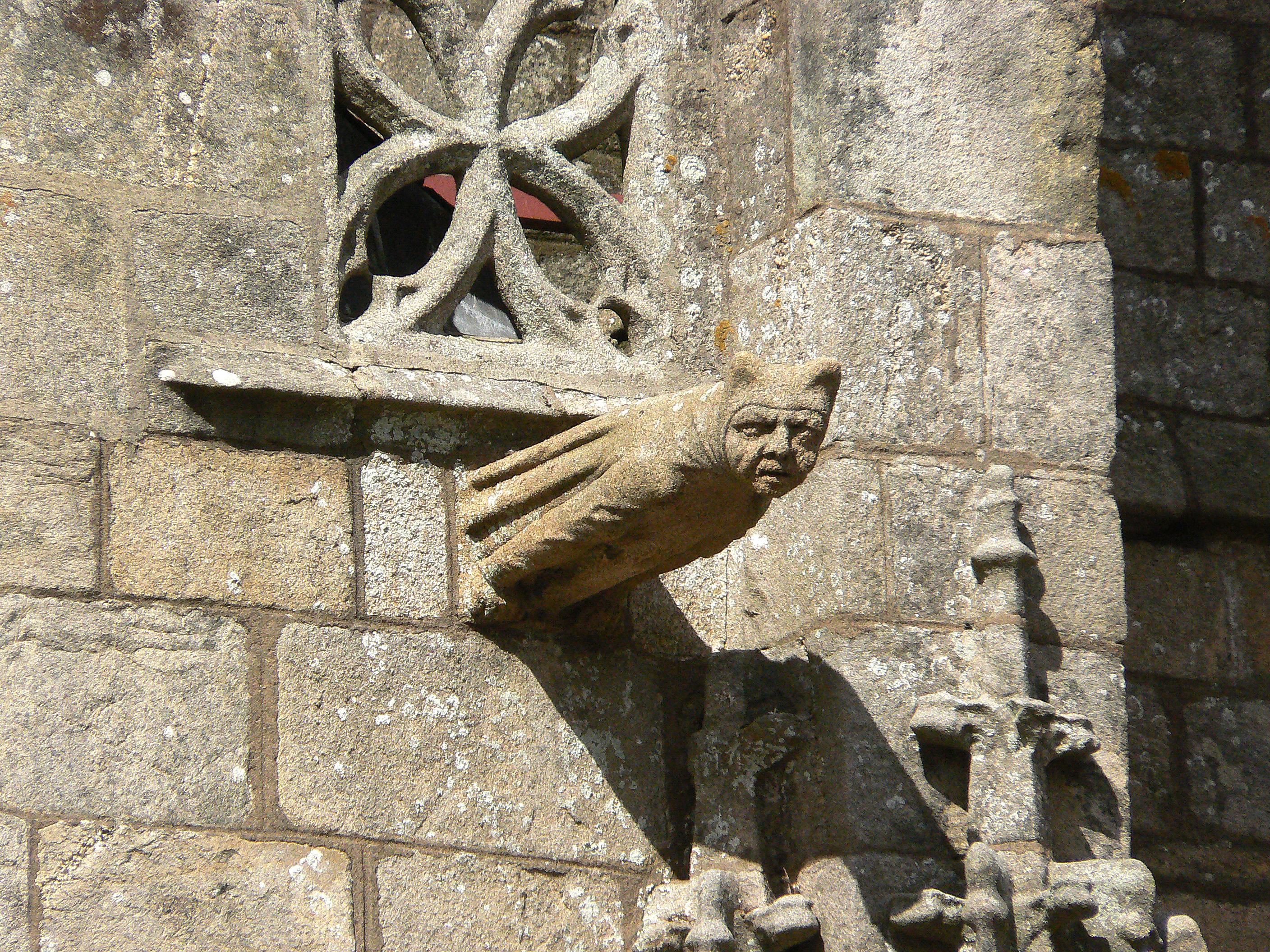
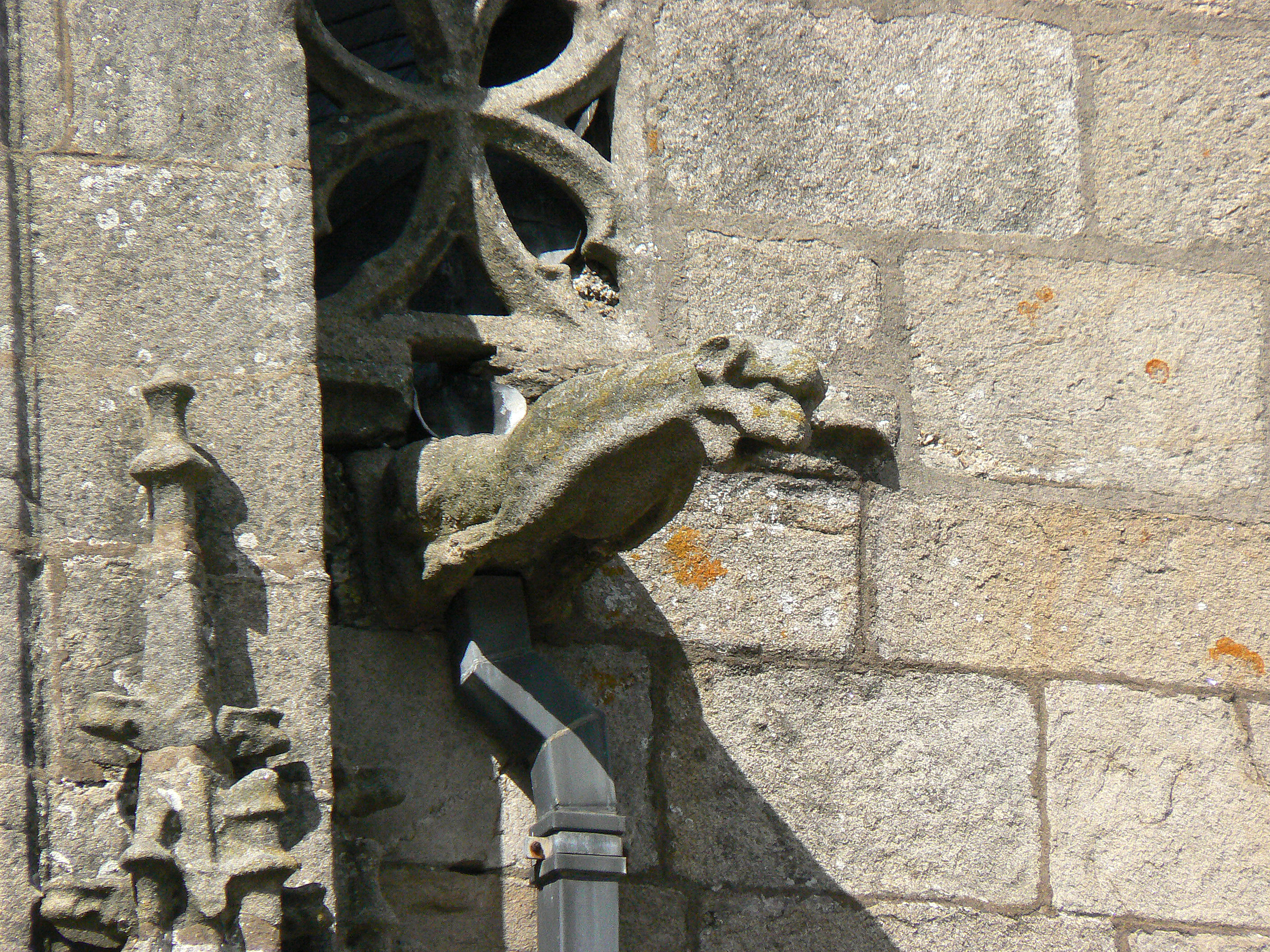
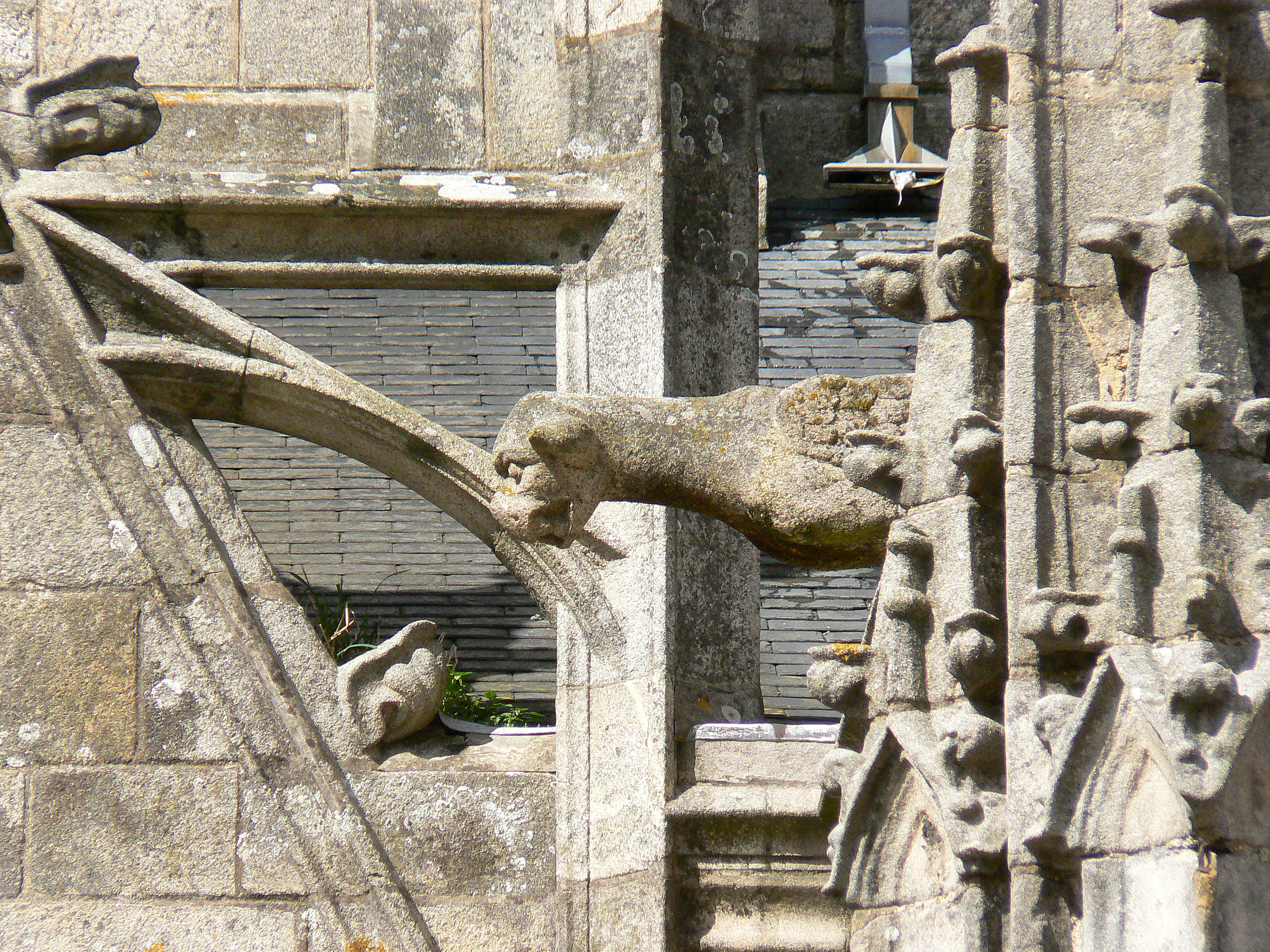